# Ypsilon Librae
Ypsilon Librae (υ Lib, υ Librae) ist die Bayer-Bezeichnung für einen Doppelstern im Tierkreis-Sternbild Waage. Mit einer scheinbaren Helligkeit von 3,628, ist er mit dem bloßen Auge sichtbar. Die Entfernung zu diesem Stern, basierend auf einer jährlichen Parallaxenverschiebung von 14,58, beträgt etwa 224 Lichtjahre. Er hat einen Begleitstern der Helligkeit 10,8 in einem Winkelabstand von 2,0 Bogensekunden bei einem Positionswinkel von 151°, (Stand 2002).
Die hellere Komponente ist ein entwickelter K-Typ-Riesenstern mit der stellaren Klassifikation K3 III. Der gemessene Winkeldurchmesser, nach Korrektur der Randverdunkelung, beträgt 4,27±0,05 mas. Bei der geschätzten Entfernung des Sterns ergibt dies eine physikalische Größe von etwa 31,5 mal den Radius der Sonne. Er hat die 1,67-fache Masse der Sonne und strahlt bei einer effektiven Temperatur von 4.135 K die 309-fache solare Leuchtkraft aus seiner äußeren Atmosphäre ab. Der Stern ist etwa drei Milliarden Jahre alt.